# باول تومسون (أكاديمي)
باول تومسون (بالإنجليزية: Paul Thompson)‏ هو أكاديمي بريطاني، ولد في يناير 1951.